# Stosatea nebrodia
Stosatea nebrodia är en mångfotingart som först beskrevs av Pius Strasser 1961.  Stosatea nebrodia ingår i släktet Stosatea och familjen orangeridubbelfotingar. Inga underarter finns listade i Catalogue of Life.